# سيلتا فيغو
نادي سلتا فيغو الملكي هو نادي كرة قدم إسباني من مدينة فيغو، غاليسيا، بإسبانيا يلعب حاليًا في الدوري الإسباني. أُسِس يوم 23 أغسطس 1923. يُلقب النادي باسم أُوس سيليستيس أي ذَوُو اللون الأزرق السماوي. بالايدوس هو الملعب الرسمي للنادي، وتصل سعته إلى 35,000 متفرج. اسم النادي سيلتا مشتق من السلت الذين عاشوا بالمنطقة قديمًا. غريم النادي التقليدي هو ديبورتيفو لا كورونيا الذي ينافسه في ديربي غاليسيا.

## تشكيلة الفريق

### التشكيلة الحالية
آخر تحديث 16 يونيو 2023.
ملاحظة: تشير الأعلام إلى المنتخب الوطني على النحو المحدد في قواعد الأهلية للفيفا. قد يحمل اللاعبون أكثر من جنسية واحدة غير تابعة للفيفا.
| الرقم | البلد     | المركز | اللاعب                               |
| ----- | --------- | ------ | ------------------------------------ |
| 1     | الأرجنتين | حارس   | أغوستين ماركيسن                      |
| 2     | إسبانيا   | مدافع  | هوغو مايو (c)                        |
| 3     | إسبانيا   | مدافع  | أوسكار مينجويزا                      |
| 4     | إسبانيا   | مدافع  | أوناي نونيز (إعارة من أتلتيك بيلباو) |
| 8     | إسبانيا   | وسط    | فران بيلتران                         |
| 9     | البرتغال  | مهاجم  | غونسالو باسينسيا                     |
| 10    | إسبانيا   | مهاجم  | ياغو أسباس (v.c)                     |
| 11    | الأرجنتين | وسط    | فرانكو سيرفي                         |
| 13    | إسبانيا   | حارس   | إيفان فيلار                          |

| الرقم | البلد            | المركز | اللاعب                |
| ----- | ---------------- | ------ | --------------------- |
| 14    | بيرو             | وسط    | ريناتو تابيا          |
| 15    | غانا             | مدافع  | جوزيف أودو            |
| 17    | إسبانيا          | مدافع  | خافي غالان            |
| 18    | النرويج          | مهاجم  | يورغن ستراند لارسن    |
| 19    | السويد           | وسط    | فيليوت سفيدبيرغ       |
| 20    | إسبانيا          | مدافع  | كيفن فاسكيز كوميسينيا |
| 21    | الأرجنتين        | وسط    | أوغوستو سولاري        |
| 23    | الولايات المتحدة | وسط    | لوكا دي لا توري       |
| 24    | إسبانيا          | وسط    | غابرييل فيغا          |

### اللاعبون المعارون
تنتهي إعارة جميع اللاعبين في 30 يونيو 2023.
ملاحظة: تشير الأعلام إلى المنتخب الوطني على النحو المحدد في قواعد الأهلية للفيفا. قد يحمل اللاعبون أكثر من جنسية واحدة غير تابعة للفيفا.
| الرقم | البلد   | المركز | اللاعب                              |
| ----- | ------- | ------ | ----------------------------------- |
|       | إسبانيا | حارس   | روبين بلانكو (إلى أولمبيك مارسيليا) |
|       | إسبانيا | مدافع  | سيرجيو كاريرا (إلى نادي فياريال ب)  |
|       | إسبانيا | مدافع  | José Fontán (إلى غو أهد إيغلز)      |
|       | إسبانيا | وسط    | ميغيل بايزا (إلى نادي ريو أفي)      |
|       | المكسيك | وسط    | أوربيلين بينيدا (إلى أيك أثينا)     |

| الرقم | البلد      | المركز | اللاعب                             |
| ----- | ---------- | ------ | ---------------------------------- |
|       | إسبانيا    | وسط    | دينيس سواريز (إلى إسبانيول)        |
|       | إسبانيا    | مهاجم  | Alfon (إلى ريال مورسيا)            |
|       | الأوروغواي | مهاجم  | غابرييل فرنانديز (إلى نادي خواريز) |
|       | إسبانيا    | مهاجم  | جولين لوبيت (إلى آر كي سي فالفيك)  |
|       | إسبانيا    | مهاجم  | سانتي مينا (إلى نادي الشباب)       |

## وصلات خارجية
- موقع النادي الرسمي
- صفحة النادي في موقع كورة